# Lago Caballero
El lago Caballero es un cuerpo de agua superficial ubicado en la comuna de Punta Arenas , provincia de Magallanes de la Región de Magallanes , Chile.

## Ubicación y descripción
De acuerdo al inventario público de lagos publicado por la Dirección General de Aguas del Ministerio de Obras Públicas de Chile sus características son:
- Latitud                = 53G 30M
- Longitud               = 72G 13M

## Hidrología
El lago pertenece a la cuenca del río Batchelor.

## Historia
Luis Risopatrón lo describe en su Diccionario Jeográfico de Chile de 1924:: 106 
Caballero (Lago). Se encuentra en la parte W de la península de Brunswick, a unos 5 km al S de la parte SW del estuario Wickham i desagua por el río Bachelor al estremo NE de la rada de York; del apellido del teniente del "Ministro Zenteno" de 1906, seño Luis A. Caballero.